# Druivenkoers Overijse 2020
La 60.ª edición de la clásica ciclista Druivenkoers Overijse fue una carrera en Bélgica que se celebró el 29 de agosto de 2020 con inicio y final en la ciudad de Overijse sobre un recorrido de 194,7 kilómetros.
La carrera hizo parte del UCI Europe Tour 2020, calendario ciclístico de los Circuitos Continentales UCI, dentro de la categoría 1.1 y fue ganada por el francés Florian Sénéchal del Deceuninck-Quick Step. Completaron el podio, como segundo y tercer clasificado respectivamente, el belga Dries De Bondt y el neerlandés Mathieu van der Poel, ambos del Alpecin-Fenix.

## Equipos participantes
Tomaron parte en la carrera 20 equipos: 6 de categoría UCI WorldTeam, 10 de categoría UCI ProTeam y 4 de categoría Continental. Formaron así un pelotón de 142 ciclistas de los que acabaron 94. Los equipos participantes fueron:
| WorldTeams (6)- Bora-Hansgrohe - Cofidis - Lotto Soudal - Team Sunweb - Deceuninck-Quick Step - UAE Team Emirates ProTeams (10)- Riwal Securitas - Alpecin-Fenix - Bingoal-Wallonie Bruxelles - Circus-Wanty Gobert - Sport Vlaanderen-Baloise - Burgos-BH - Arkéa-Samsic - Nippo Delko One Provence - Total Direct Énergie - Vini Zabù-KTM Equipos continentales (4)- Tarteletto-Isorex - BEAT Cycling Club - Metec-TKH Continental Cyclingteam p/b Mantel - SEG Racing Academy |
| |

## Clasificación final
- Las clasificaciones finalizaron de la siguiente forma:[3]

| \| Clasificación general \| Clasificación general \| Clasificación general \| Clasificación general \| Clasificación general \| \| Ciclista \| Ciclista \| Equipo \| Tiempo \| \| \| --------------------- \| --------------------- \| -------------------------- \| --------------------- \| --------------------- \| \| 1.º \| Florian Sénéchal \| Deceuninck-Quick Step \| 4 h 37 min 32 s \| \| \| 2.º \| Dries De Bondt \| Alpecin-Fenix \| + 8 s \| \| \| 3.º \| Mathieu van der Poel \| Alpecin-Fenix \| + 15 s \| \| \| 4.º \| Davide Ballerini \| Deceuninck-Quick Step \| + 15 s \| \| \| 5.º \| Sean De Bie \| Bingoal-Wallonie Bruxelles \| + 15 s \| \| \| 6.º \| Gianni Vermeersch \| Alpecin-Fenix \| + 15 s \| \| \| 7.º \| Amaury Capiot \| Sport Vlaanderen-Baloise \| + 15 s \| \| \| 8.º \| Nick van der Lijke \| Riwal Securitas \| + 15 s \| \| \| 9.º \| Jasper Philipsen \| UAE Team Emirates \| + 15 s \| \| \| 10.º \| Michael Schwarzmann \| Bora-Hansgrohe \| + 15 s \| \| |                      |                            |                 |
| |                      |                            |                 |
| Fuente: ProCyclingStats |                      |                            |                 |
| Clasificación general |                      |                            |                 |
| Ciclista | Ciclista             | Equipo                     | Tiempo          |
| 1.º | Florian Sénéchal     | Deceuninck-Quick Step      | 4 h 37 min 32 s |
| 2.º | Dries De Bondt       | Alpecin-Fenix              | + 8 s           |
| 3.º | Mathieu van der Poel | Alpecin-Fenix              | + 15 s          |
| 4.º | Davide Ballerini     | Deceuninck-Quick Step      | + 15 s          |
| 5.º | Sean De Bie          | Bingoal-Wallonie Bruxelles | + 15 s          |
| 6.º | Gianni Vermeersch    | Alpecin-Fenix              | + 15 s          |
| 7.º | Amaury Capiot        | Sport Vlaanderen-Baloise   | + 15 s          |
| 8.º | Nick van der Lijke   | Riwal Securitas            | + 15 s          |
| 9.º | Jasper Philipsen     | UAE Team Emirates          | + 15 s          |
| 10.º | Michael Schwarzmann  | Bora-Hansgrohe             | + 15 s          |

## UCI World Ranking
El Druivenkoers Overijse otorgó puntos para el UCI World Ranking para corredores de los equipos en las categorías UCI WorldTeam, UCI ProTeam y Continental. Las siguientes tablas son el baremo de puntuación y los 10 corredores que obtuvieron más puntos:
| Posición   | 1.º | 2.º | 3.º | 4.º | 5.º | 6.º | 7.º | 8.º | 9.º | 10.º | 11.º | 12.º | 13.º-15.º | 16.º-25.º |
| Puntuación | 125 | 85  | 70  | 60  | 50  | 40  | 35  | 30  | 25  | 20   | 15   | 10   | 5         | 3         |

| Clasificación |                      |                          |        |
| Posición      | Ciclista             | Equipo                   | Puntos |
| ------------- | -------------------- | ------------------------ | ------ |
| 1.º           | Florian Sénéchal     | Deceuninck-Quick Step    | 125    |
| 2.º           | Dries De Bondt       | Alpecin-Fenix            | 85     |
| 3.º           | Mathieu van der Poel | Alpecin-Fenix            | 70     |
| 4.º           | Davide Ballerini     | Deceuninck-Quick Step    | 60     |
| 5.º           | Sean De Bie          | Bingoal-WB               | 50     |
| 6.º           | Gianni Vermeersch    | Alpecin-Fenix            | 40     |
| 7.º           | Amaury Capiot        | Sport Vlaanderen-Baloise | 35     |
| 8.º           | Nick van der Lijke   | Riwal Securitas          | 30     |
| 9.º           | Jasper Philipsen     | UAE Emirates             | 25     |
| 10.º          | Michael Schwarzmann  | Bora-Hansgrohe           | 20     |